# Eden Project

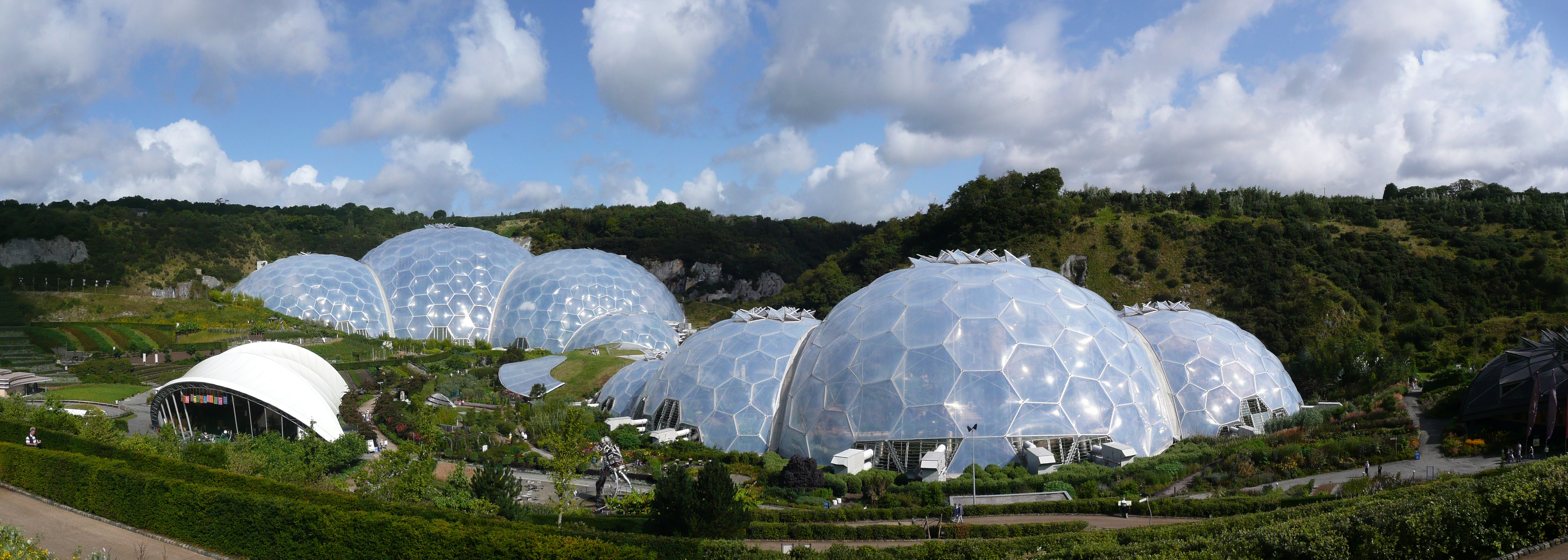
Buckminster-Fuller-Kuppeln des Eden Project in Cornwall

Das Eden Project ist ein botanischer Garten bei Bodelva in Cornwall, England, etwa fünf Kilometer ostnordöstlich von St Austell. Die Anlage ist rund 50 Hektar groß und stellt eine bedeutende Sehenswürdigkeit im Süden Englands dar: 2019 wurde das Eden Project von rund 1.010.000 Personen besucht. 2024 betrug die Besucherzahl etwa 674.000 Personen.

## Anlagen

### Botanischer Garten

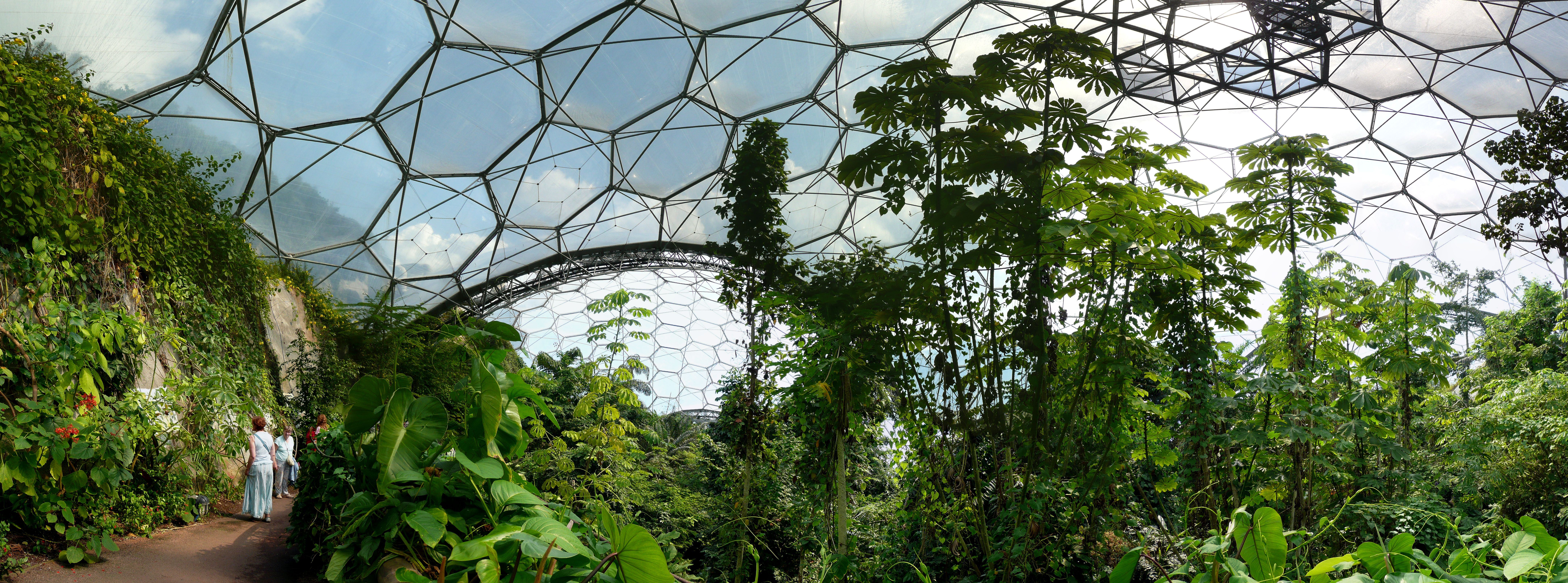
Pflanzen im Innern

Das Eden Project entstand nach einer Idee des englischen Archäologen und Unternehmers Tim Smit in einer stillgelegten Kaolingrube nahe von St Austell. Von der Idee im Jahr 1995 dauerte es sechs Jahre bis zur Eröffnung der Anlage am 17. März 2001. Dominiert wird der Garten von zwei riesigen Gewächshäusern, die aus jeweils vier miteinander verschnittenen geodätischen Kuppeln in der Bauweise von Richard Buckminster Fuller bestehen. Hier werden verschiedene Vegetationszonen simuliert. Die Gewächshäuser des Eden Projects sind derzeit die größten der Welt.
Im größeren Gewächshaus wird eine tropisch-feuchte und im kleineren eine subtropisch-trockene und mediterrane Klimazone simuliert. Es soll eine natürliche Umgebung nachgeahmt werden, in der Pflanzen und auch einige Tierarten der ganzen Welt untergebracht sind. Auch die Kaolingrube selbst wurde landschaftlich gestaltet, bepflanzt und mit Skulpturen ausgestattet. Allerdings ist der Garten immer noch im Aufbau, Erweiterungen innerhalb des Geländes sind geplant.

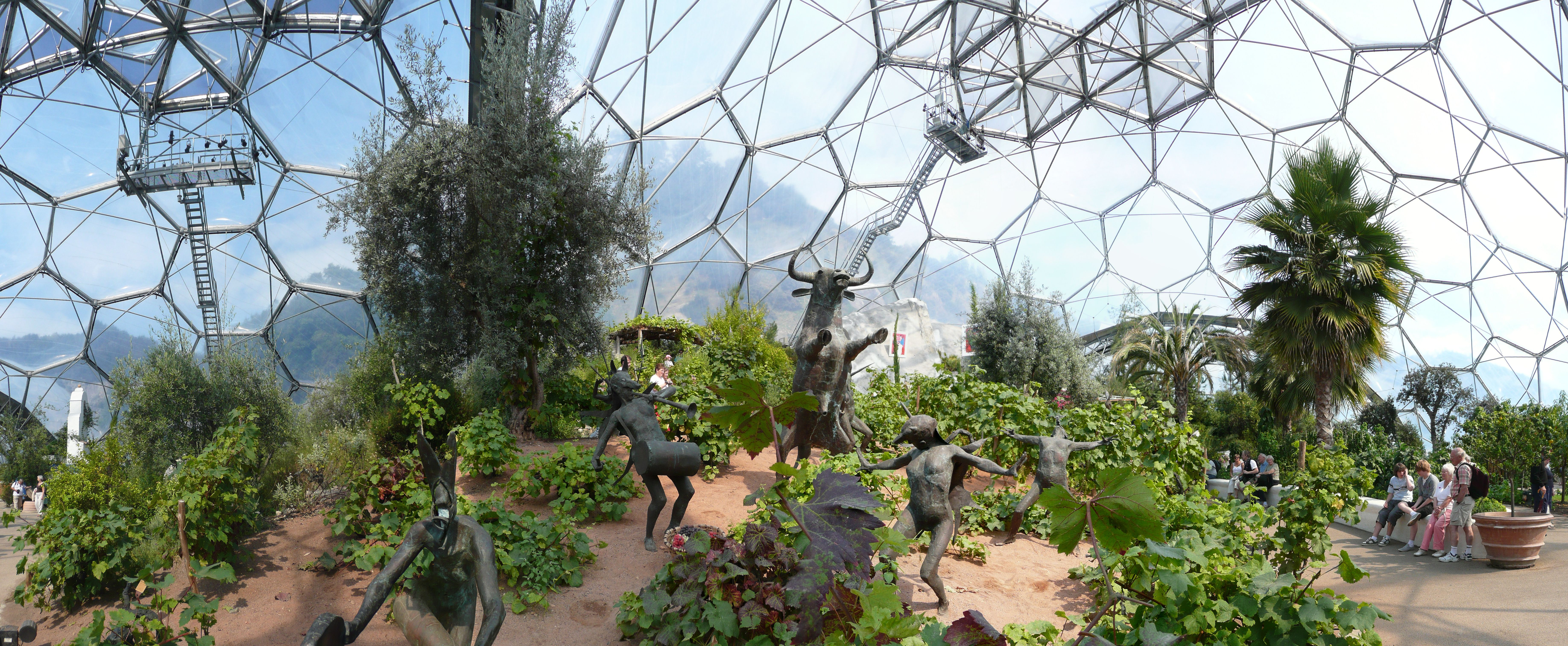
Pflanzen im Innern

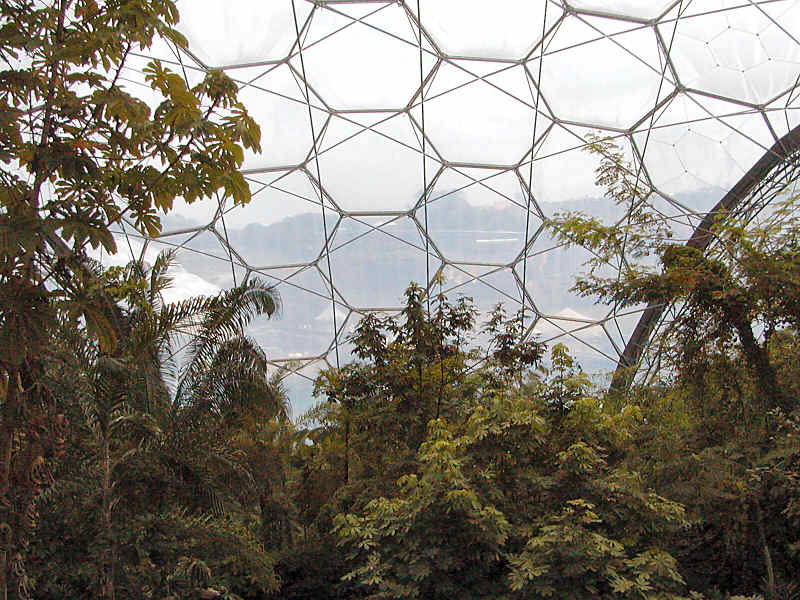
Hexagonale Struktur der Kuppeln

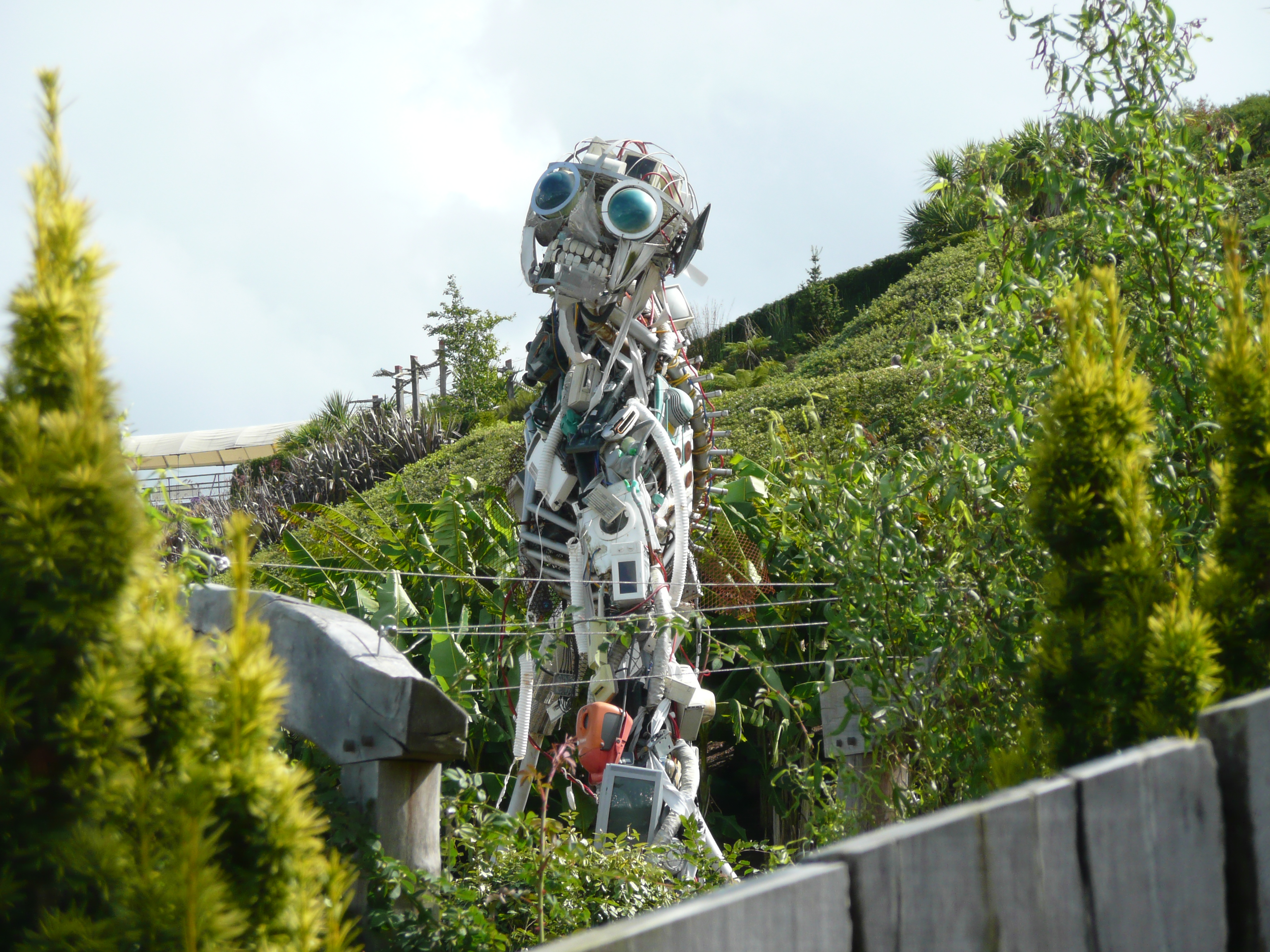
Recyclingfigur

Nach Angaben der Betreiber beherbergen das Freigelände und die Gewächshäuser 100.000 Pflanzen aus etwa 5.000 Arten, vor allem Nutzpflanzen aller Art. Besonderer Wert wird auf die Darstellung und Nachzucht vom Aussterben bedrohter seltener und alter Sorten gelegt, um die Arten- und somit genetische Vielfalt von Nutzpflanzen zu erhalten.
Das Projekt verfolgt einen bewahrenden und erzieherischen Ansatz. Den Besuchern wird neben den Namen der Pflanzen auch deren medizinische Verwendung und deren Bedeutung für unsere Umwelt erklärt, um sie durch Aufklärung von der Zerstörung der Umwelt abzuhalten. Auch regelmäßige Kunstausstellungen und Informationsveranstaltungen, die einen Bezug zum Thema Natur und Umwelt haben, gehören zum Programm des Parks.

### Technik der Gewächshäuser
Die Entwürfe für die geodätischen Kuppeln stammen vom britischen Architekturbüro Nicholas Grimshaw, die Tragwerksplanung von Anthony Hunt, ihre Ausführung erfolgte durch die Würzburger Firma Mero. Gedeckt sind die mehrfach miteinander verschnittenen Kuppeln mit 625 doppelwandigen Kissen aus ETFE, einem besonders leichten, transparenten Kunststoff. Die Ausführung der Kissen wurde durch die Bremer Firma Vector Foiltec realisiert. Die Folienkissen wurden in eine Konstruktion aus standardisierten, sechs- und fünfeckigen Stahlrohrrahmenelementen (Raumfachwerk) eingepasst. Die Raumfachwerkkonstruktionen überdecken stützenfrei eine Fläche von insgesamt 23.000 m² (Oberfläche etwa 30.000 m²) und haben eine Höhe von bis zu 50 m bei einem Durchmesser von bis zu 125 m.

### Trivia
Die geodätischen Kuppeln dienten als Kulisse für den Film James Bond 007 – Stirb an einem anderen Tag.
Seit 2002 findet im Eden Project jährlich ein „The Eden Sessions“ genanntes Musikfestival statt.

## Eden Project als Kette
Neben „Eden Westwood“ an der M5 in Devon wurde auch in Morecambe in Lancashire ein Eden Projekt geplant, die Finanzierung war 2022 aber nicht gesichert. Eine weitere Anlage ist in Tsingtau in China in Zusammenarbeit zwischen Eden Project International und China Jinmao Holdings geplant, Bauarbeiten begannen 2020. Die Anlage soll den größten überdachten Wasserfall der Welt enthalten.

## Medien
- Robin Kewell (Hrsg.): Eden. The inside story. St Austell o. J.: The Eden Project (Video-DVD, englisch).
- Alan Titchmarsh: The Eden Project. o. O. 2006 (Video-DVD, englisch).